# Ingerophrynus biporcatus
Ingerophrynus biporcatus é uma espécie de anfíbio da família Bufonidae.
É endémica da Indonésia.
Os seus habitats naturais são: florestas subtropicais ou tropicais húmidas de baixa altitude, rios, plantações , jardins rurais e florestas secundárias altamente degradadas.
Está ameaçada por perda de habitat.